# Мазепа, Игорь Александрович
И́горь Алекса́ндрович Мазе́па (укр. Мазепа Ігор Олександрович, род. 2 июля 1976, Киев) — генеральный директор инвестиционной компании Concorde Capital (Украина, г. Киев).

## Биография
Получил высшее экономическое и юридическое образование в Киевском национальном экономическом университете по специальностям «Международная экономика» и «Право».
В 1997 году начал работать в российско-американской инвестиционной компании (ИК) Prospect Investments.
В 2000—2002 годах занимал пост управляющего директора в ИК Foyil Securities New Europe, затем — директора в ИК МФК .
В 2004 году основал и возглавил ИК Concorde Capital, является её генеральным директором. На протяжении многих лет компания входит в тройку лучших инвестиционных компаний Украины (по данным исследований крупнейшего международного информационного агентства Thomson Reuters).
В 2008—2016 годах занимал пост председателя биржевого совета ОАО «Украинская биржа».
В 2013 году стал совладельцем платёжной системы TYME. В 2018 году Национальный банк Украины отменил регистрацию этой платёжной системы из-за сотрудничества с «запрещённой в Украине российской платёжной системой».
С июля по сентябрь 2014 года был членом Наблюдательного совета ПАО «Альфа-Банк».
В 2016 году ИК Concorde Capital заняла первое место в рейтинге Thomson Reuters Extel Survey в номинации «Украина: аналитика» (Ukraine: country research). Рейтинг был составлен по результатам опроса международных инвестиционных фондов и публичных компаний.
С 10 ноября 2016 по 14 августа 2018 года Игорь Мазепа входил в состав наблюдательного совета ПАО «Укрсоцбанк».

## Награды и достижения
В 2008 году Concorde Capital становится лучшим брокером в Украине по версии рейтинга The Thomson Reuters Extel Survey.
В 2016 году Concorde Capital занял первое место в номинации Cbonds Awards CIS — 2016 «Лучший sales-трейдер на рынке Украины».
В 2017 году Concorde Capital вновь становится победителем Cbonds Awards CIS — 2017 в номинации «Лучший sales-трейдер на рынке Украины».
В 2018 году Concorde Capital вошла в топ-3 рейтинга The Thomson Reuters Extel Survey в номинации «Украинская аналитика». Также в 2018 году Concorde Capital заняла первое место в номинации «Лучшая аналитика на рынке Украины» в ежегодном рейтинге Cbonds Awards for the CIS region.

## Конфликты и бизнес
Один из ближайших сотрудников украинского олигарха Сергей Тигипка. В своём интервью Forbes в 2024 году, Мазепа объяснил своё участие в политическом проекте Сергея Тигипка «Сильная Украина» тем, что это была команда из успешных бизнесменов. Однако, сам Мазепа в итоге остался доволен, что оказался вне парламента.
Представитель латвийского представительства Приват банка. Мазепа через офшорную компанию Concorde Bermuda Ltd (которая является частью Concorde) владел 8,5 % банка. Этот банк, кроме всего, занимался отмыванием денег украинским олигархом Сергеем Курченко с близкого окружения Януковича. В своём интервью Forbes в 2024 году Игорь Мазепа объяснил своё участие в этой финансовой сделке выгодностью инвестиции — предыдущий собственник доли продавал её за пол цены. После бегства Януковича попал в команду Порошенко, где отвечал за покупку государственных активов. Одним из наиболее выгодных процессов является передача права на приватизацию Укрспирта Порошенко.
В 2004 году Игорь Мазепа основал собственную инвестиционную компанию Concorde Capital.
Компания Мазепы используя различные финансовые инструменты, привлекла более 3 млрд долларов США для украинских компаний в сфере металлургии, автомобилестроения, недвижимости, а также химическом, нефтегазовом, сельскохозяйственном и фармацевтическом секторе.
Concorde Capital неоднократно возглавляла международные и локальные рейтинги. В 2017 году Concorde Capital занял второе место в рейтинге The Thomson Reuters Extel Survey в номинации «Ukraine: Analyst». Также в 2017 году Concorde Capital заняла первое место в номинации «Best sales/trader on the Ukrainian market» в ежегодном рейтинге Cbonds Awards for the CIS region.
На протяжении 2008—2012 годов компания Игоря Мазепы «Конкорд Эссет Менеджмент» на фондовом рынке Украины осуществляла управление ПИФами: «Достаток», «Перспектива», «Стабильность», «Олигарх», «Пиоглобал Украина». Управляющие фондов активно использовали операции с малоликвидными активами («мусорными бумагами»). Это не запрещено законодательно, но в условиях падения фондового рынка Украины несло в себе повышенные риски для инвесторов..
В 2015 году Игорь Александрович стал одним из учредителей компании «PrivateFX», которая купила у разорившейся финансовой пирамиды «Forex Trend» клиентскую базу и ряд технологических наработок, что позволило привлечь в новую компанию значительное число прежних клиентов «Forex Trend». В апреле 2017 году акционеры «PrivateFX» осуществили продажу брокера PrivateFX офшорной компании «Prime Broker», после чего Игорь Мазепа официально вышел из состава акционеров компании. Деньги инвесторам PrivateFX новые владельцы не вернули по состоянию август 2018 года..
В феврале 2016 года SEC сообщила, что в рамках дела о краже новостной информации, компания Concorde Bermuda Ltd., офис которой находится в Киеве в том же здании, где и Concorde Capital, не отвергая и не признавая утверждений судебного иска, согласилась выполнить судебное решение, которое обвиняет Concorde Bermuda Ltd. в нарушении американских Закона о торговле ценными бумагами и Закона о ценных бумагах, и предписывает выплатить в доход государства 4,2 миллиона долларов незаконно полученной прибыли. Дополнительных санкций (штрафов или иных ограничений) в решении не было.
В 2014 году Игорь Мазепа вместе с Олегом Калашниковым и другими партнёрами стали владельцами сети частных клиник «Добробут». По утверждениям бизнесмена, сумма сделки составила от 15 до 20 миллионов долларов США. За последние 10 лет «Добробут» значительно вырос и превратился в сеть с 17 клиниками.
В 2019 году Игорь Мазепа в консорциуме с основателем и топ-менеджерами «Галнефтегаза» купили у немецкой группы HeidelbergCement крупного производителя стройматериалов «Кривой Рог Цемент». По утверждениям предпринимателя, за непродолжительное время ему с партнёрами удалось вытянуть компанию со значительных убытков на приемлемый доход. В 2024 году Мазепа сообщил об инвестиции 15 млн долларов в собственную электростанцию на 24 МВт для «Кривой Рог Цемент», которая должна сделать производство независимым от внешнего энергоснабжения.
В 2021 году Игорь Мазепа стал одним из инвесторов проекта по добыче янтаря в Ровенской области на месторождении «Владимирец Восточный». В 2024 году компания расширила производство на Томашгородском месторождении и смогла привлечь к сотрудничеству китайского партнёра.
В 2021 году стал инициатором запуска аграрной онлайн-платформы KupiPai, которая обеспечивает владельцев земельных паёв, инвесторов и агрохолдинги юридическим и консалтинговым сопровождением сделок купли/продажи участков.
В 2021 году Мазепа инвестировал в газодобывающую сферу. Контролируемая им компания приобрела лицензию до 2036 года на право добычи нефти и газа на участке площадью 79 км² во Львовской области.
Компания Игоря Мазепы «Конкорд Консалтинг» с доходом 8,5 млрд грн вошла в рейтинг от издания «Бизнес Цензор» «200 крупнейших компаний Украины по выручке в 2023 году».
В апреле 2024 года Игорь Мазепа сообщил об инвестировании в новое для него направление — рынок перевозок. Первым объектом названа реконструкция автостанции «Киев» возле Центрального железнодорожного вокзала, сумма затрат от 50 до 70 миллионов гривен.
В мае 2024 года Игорь Мазепа сообщил о получении его компанией по управлению активами «Конкорд Инвест» лицензии Национальной комиссии по ценным бумагам и фондовому рынку Украины на деятельность по управлению активами институциональных инвесторов. По словам инвестбанкира, эта компания будет управлять фондами, инвестирующими в недвижимость.